# 双葉タクシー (島根県)
双葉タクシー（ふたばタクシー）は、かつて島根県松江市に存在したタクシー事業者。松江市内を営業区域としていた。またコミュニティバスの運行受託も行っていた。
2019年4月1日付で、ミツワタクシーとともに松江一畑交通へ吸収合併された。

## 概要

### 事業内容
- タクシー事業
- 松江市コミュニティバスのうち、八雲、八束の各コミュニティバスの運行受託

### 営業所（車庫）所在地
- 本社（松江一畑交通と共用）
  - 島根県松江市上東川津町1238
- 山代待機所
  - 島根県松江市山代町238-6
- 出雲郷待機所
  - 島根県松江市東出雲町出雲郷725-1

## 沿革
- 1953年10月12日 - 有限会社三福タクシーとして設立。
- 1978年3月 - 株式会社いずもが資本参加し一畑グループの傘下に入る。その後、一畑電気鉄道株式会社が資本参加。
  - なお、当時の株式会社いずもは、後に事業を大社観光株式会社（現在の株式会社いずも）に譲渡して休眠会社となり、現在は株式会社ホテル一畑に吸収合併されている。
- 1982年3月 - 双葉タクシー有限会社に改称。
- 1996年1月 - 双葉タクシー株式会社に改称。
- 2002年4月 - 双葉タクシー株式会社・双葉太陽交通株式会社が合併して双葉タクシー株式会社となる。
- 2013年12月13日 - LINEのタクシー配車機能や全国タクシー配車（現在のJapanTaxi）配車アプリに対応[3]。
- 2015年4月2日 - 松江一畑交通・双葉タクシー・ミツワタクシーによる共同配車を開始[4]。一畑タクシーセンターを松江一畑交通に設置。本社を松江一畑交通の構内に移転。
- 2016年9月1日 - 山代営業所・出雲郷営業所を廃止。待機所に格下げ[5]。
- 2019年4月1日 - 松江一畑交通に吸収合併され、解散[2]。

## 関連会社
- 一畑電気鉄道（持株会社）
  - 一畑電車
  - 一畑バス
  - 松江一畑交通
    - ミツワタクシー

  - 出雲一畑交通
  - 隠岐一畑交通
- 奥出雲交通（第三セクター、奥出雲町が96%、一畑電気鉄道が4%を出資）